# Roberta Floris
Roberta Floris (Cagliari, 27 aprile 1979) è una giornalista, conduttrice televisiva ed ex modella italiana.

## Biografia

### Origini
Nata nel 1979 a Cagliari, da madre Caterina Placco e da padre Giorgio Floris, Roberta è terza di tre figlie. Non va confusa con l'omonima cugina, Roberta Floris (moglie dell'attore Lorenzo Flaherty e figlia del senatore Emilio Floris), ed entrambe sono le nipoti del politico e sindacalista Mario Floris.

### Istruzione
Dopo aver terminato l'istruzione primaria e secondaria, ha deciso di iscriversi presso il liceo classico Giovanni Maria Dettori di Cagliari, dove nel 1998 ha conseguito il diploma. Nello stesso anno, dopo essersi diplomata, ha deciso di iscriversi in legge presso la facoltà di Giurisprudenza dell'Università degli Studi di Cagliari, dove al termine degli studi ha conseguito la laurea con una tesi intitolata Un diritto costituzionale a una televisione di qualità.

### Carriera professionale
Nel 1997 ha partecipato al concorso di bellezza Miss Italia, dove si è classificata al quarto posto.
Nel 2008, dopo varie esperienze televisive, ha iniziato a lavorare in Sardegna come giornalista per l'emittente regionale Sardegna Uno, dove ha condotto e preparato il telegiornale, firmato servizi di approfondimento, curato una rubrica settimanale e collaborato alla realizzazione della trasmissione di attualità, economia e politica della testata.
Nel 2012 si è trasferita a Roma, dando avvio alla sua carriera nazionale. Ha lavorato per l'emittente nazionale privata ABC, sulla quale ha condotto il TG33 e nello stesso tempo ha ricoperto il ruolo di responsabile del settore istituzionale, curando lo spazio informativo di un canale sul digitale terrestre, occupandosi dell'area stampa e collaborando all'organizzazione di eventi legati al mondo delle comunicazioni.
Successivamente ha partecipato al corso di formazione per giornalisti professionisti, organizzato dall'Ordine Nazionale, dove ha scritto articoli su temi socio-economici e culturali legati al turismo, coordinando e moderando dibattiti.
Nel 2013 è stata scelta per condurre la presentazione pubblica di papa Francesco, in occasione della visita pastorale in Sardegna. Nello stesso anno, ha iniziato a lavorare all'Autorità per le garanzie nelle comunicazioni, nello staff del commissario per le Infrastrutture e le Reti, Antonio Preto. Iscritta all'albo dell'ordine dei giornalisti Sardegna nella categoria Professionista, dal 19 giugno 2014 è giornalista professionista.
Nel 2016 ha vinto il Premio Pentapolis nella categoria Giornalisti per la sostenibilità. Nel 2017 e nel 2018 ha lavorato come conduttrice e inviata nella redazione di TGcom24. Il 19 settembre 2018 è stata intervistata da Gigi Marzullo nel programma in onda su Rai 1 Sottovoce.
Nel 2018, dopo essere passata a NewsMediaset, ha condotto su Rete 4 la rubrica del TG4 intitolata L'almanacco di Retequattro, con cui si è alternata settimanalmente con Viviana Guglielmi. Nella rubrica venivano proposti tutta una serie di servizi dedicati al cibo, al benessere, al clima, al lifestyle e alla cronaca rosa. Per i risultati riscontrati nel corso dell'anno, la redazione di Sardegna Live l'ha inclusa fra i candidati del Premio Sardegna Live nella categoria Il sardo dell'anno 2018.
Nel 2018 e nel 2019 ha condotto il TG4 in onda su Rete 4 e in seguito dal 2019 al 2021 ha condotto Studio Aperto in onda su Italia 1. Nello stesso tempo oltre a condurre quest'ultimo telegiornale, ha anche ricoperto il ruolo di inviata.
Il 17 maggio 2019 ha presentato la finale della sesta edizione di ContaminationLab, presso il teatro Massimo di Cagliari. Il 30 giugno dello stesso anno ha realizzato un servizio per L'arca di Noè, rubrica del TG5 in onda ogni domenica alle 13:40 su Canale 5. Il 28 gennaio 2020 ha moderato il progetto Caserme Verdi a Cagliari.
Nel 2020 è stata assunta nella redazione del TG5 di Roma (dove aveva già lavorato in redazione nel 2015 e nel 2016), sotto la direzione di Clemente J. Mimun, dove dal 2020 conduce il TG5 Prima Pagina in onda su Canale 5 e in seguito sempre dal 2020 conduce l'edizione delle 8:00 del TG5, mentre dal 2020 al 2022 ha condotto anche l'edizione Flash in onda alle 10:50, mentre dal 2022 al 2024 ha condotto l'edizione delle 13:00 del TG5 e prima di quest'ultima edizione ha condotto anche l'edizione Flash in onda alle 10:50. Oltre alla conduzione del telegiornale, ricopre anche il ruolo di inviata. Nel 2021 ha ottenuto il Premio Féminas nella categoria Comunicazione.
Nel 2022, per festeggiare i trent'anni di storia del TG5, il 15 gennaio è stata intervistata insieme alle colleghe Simona Branchetti e Susanna Galeazzi nel programma Verissimo, in onda su Canale 5 con la conduzione di Silvia Toffanin. Il 28 maggio dello stesso anno ha presentato la cerimonia di premiazione della terza edizione del Premio Costa Smeralda, presso il Conference Center di Porto Cervo. Il 13 agosto successivo è ritornata a Porto Cervo in occasione dei festeggiamenti dei sessant'anni della Costa Smeralda.
Il 6 maggio 2023 è tornata nuovamente a presentare la cerimonia di premiazione della quarta edizione del Premio Costa Smeralda, sempre presso il Conference Center di Porto Cervo. Nello stesso anno è stata inclusa fra i candidati del Premio Sardegna Live nella categoria Il sardo dell'anno 2023. Il 4 maggio 2024 è tornata nuovamente a presentare la cerimonia di premiazione della quinta edizione del Premio Costa Smeralda, sempre presso il Conference Center di Porto Cervo. Nel settembre seguente ha ricevuto il Premio speciale Olimpia Matacena nella categoria comunicazione alla Navicella d'argento a Porto Rotondo.

## Programmi televisivi
- Miss Italia (Rai 1, 1997)
- TG1 (Sardegna Uno, 2008-2012)
- TG33 (ABC, 2012)
- TGcom24 (2017-2018)
- TG4 (Rete 4, 2018-2019)
- L'almanacco di Retequattro (Rete 4, 2018)
- Studio Aperto (Italia 1, 2019-2021)
- L'arca di Noè (Canale 5, 2019)
- TG5 Mattina (Canale 5, dal 2020)
- TG5 Prima Pagina (Canale 5, dal 2020)
- TG5 Flash (Canale 5, 2020-2022)
- TG5 Giorno (Canale 5, 2022-2024)

## Redazioni
- TG1 (Sardegna Uno, 2008-2012)
- TG33 (ABC, 2012)
- TG5 (Canale 5, 2015-2016, dal 2020)
- TGcom24 (2017-2018)
- TG4 (Rete 4, 2018-2019)
- Studio Aperto (Italia 1, 2019-2021)

## Riconoscimenti
- Premio Pentapolis
  - 2016 –  Giornalisti per la sostenibilità

- Premio Fèminas
  - 2021 – Comunicazione

- Premio Navicella d'argento
  - 2024 – Premio speciale Olimpia Matacena, comunicazione
  - 2025 - Premio Antenna d'Oro per la Tivvù
  - 2025 - Marateale, Premio Internazionale Basilicata
  - 2025 - Premio Internazionale Nino Postiglione